# Vuča (gmina Berane)
Vuča (cyr. Вуча) – wieś w Czarnogórze, w gminie Berane. W 2003 roku liczyła 26 mieszkańców.